# Ясновидець (телесеріал)
«Ясновидець» (англ. Psych) — американський серіал, що поєднує в собі жанри детективу, драми і комедії, створений Стівом Френксом. Шоу транслювалося по кабельному телеканалу USA з 7 липня 2006 року по 26 березня 2014 року. Усього вийшло вісім сезонів, що складаються зі 121 серії. 5 лютого 2014 року телеканал USA Network підтвердив, що серія, яка вийшла в ефір 26 березня 2014 року, — це фінал сезону, а восьмий сезон «Ясновидця» став останнім.
Українською мовою серіал перекладений «Так Треба Продакшн» для показу на Індиго TV.
8 травня 2017 року канал USA анонсував двогодинний телефільм-продовження, прем'єра якого відбулася 7 грудня 2017 року.

## Сюжет
Головний герой серіалу Шон Спенсер працює приватним детективом і підробляє криміналістом-консультантом поліції Санта-Барбари, представляючись ясновидцем. Насправді у нього немає містичних здібностей, а тільки ейдетична пам'ять і детективна логіка в здатності помічати деталі, яку в нього з дитинства розвивав батько, колишній поліцейський Генрі Спенсер.
З першої ж серії Шону доводиться виставити себе ясновидцем. Подивившись у телевізійних новинах випуск про пограбування складу, він тут же розуміє, хто справжній злочинець, але поліція відмовляється йому вірити, вважаючи, що він сам є співучасником. Щоб уникнути арешту, Шон використовує свої спостережні можливості, переконуючи всіх, що він — екстрасенс. Виконавиця обов'язків начальника поліції Карен Вік попереджає Шона, що, якщо його здатності — обман, його будуть переслідувати за законом.
Шон стає консультантом поліції, допомагаючи розслідувати злочини. Видаючи себе за ясновидця, він часом поводиться дивно і комічно, представляючи реальні докази та підказки як потойбічне втручання, бачення і голоси духів. У всіх справах йому допомагає найкращий друг Бертон Гастер, з яким Шон дружить із самого дитинства.
Старший детектив Лассітер сумнівається у здібностях Шона і постійно злиться, спостерігаючи його витівки. Молодший детектив Джулієт О'Хара і шеф поліції Вік, навпаки, готові терпіти будь-яку витівку Шона, щоб розкрити злочин, тому що вірять, що він справжній ясновидець. З батьком у Шона важкі стосунки, проте Генрі часто погоджується допомагати синові у розв'язанні будь-якої проблеми.
Більшість серій починаються з флешбеків. У цих спогадах описується, як Генрі Спенсер, поліцейський офіцер, готував свого сина до майбутнього в поліції, дозволяючи йому за допомогою різних вправ та ігор розвинути увагу, пам'ять і логічне мислення. Кожен флешбек також встановлює тему епізоду.

## Список епізодів
| Сезони | Епізоди | Прем'єрний показ | Прем'єрний показ |
| Сезони | Епізоди | Початок          | Завершення       |
| ------ | ------- | ---------------- | ---------------- |
| 1      | 15      | 7 липня 2006     | 2 березня 2007   |
| 2      | 16      | 13 липня 2007    | 15 лютого 2008   |
| 3      | 16      | 18 липня 2008    | 20 лютого 2009   |
| 4      | 16      | 7 серпня 2009    | 10 березня 2010  |
| 5      | 16      | 14 липня 2010    | 22 грудня 2010   |
| 6      | 16      | 12 жовтня 2011   | 11 квітня 2012   |
| 7      | 14      | 27 лютого 2013   | 29 травня 2013   |
| мюзикл | мюзикл  | 15 грудня 2013   | 15 грудня 2013   |
| 8      | 10      | 8 січня 2014     | 26 березня 2014  |
| фільм  | фільм   | 7 грудня 2017    | 7 грудня 2017    |

## Актори і персонажі

### Основний склад
- Джеймс Родей — Шон Спенсер, приватний детектив-ясновидець, консультант поліції Санта-Барбари
- Дьюлі Гілл — Гас / Бертон Гастер, друг Шона з п'ятирічного віку, працівник фармакологічної компанії
- Тімоті Омандсон — Лассі / Карлтон Лассітер, старший детектив поліції
- Меггі Лоусон — Джулс / Джулієт О'Хара, молодший детектив поліції, напарниця Лассітер, закохана в Шона
- Кірстен Нельсон — Карен Вік, начальниця департаменту поліції Санта-Барбари, молодша сестра керівниці підрозділу берегової охорони
- Корбін Бернсен — Генрі Спенсер, батько Шона, колишній сержант поліції

### Другорядні персонажі
- Ліам Джеймс (1-5 сезони) / Скайлер Джізондо (5-6 сезони) — Шон у дитинстві. Також роль Шона у флешбеках грали Джош Гейден і Кайл Пейжпар
- Карлос Мак-Каллерс II — Бертон Гастер у дитинстві. У першому сезоні роль юного Гаса грав Айзек Браун
- Сейдж Броклбенк — Базз Макнаб, наївний полісмен
- Сібілл Шеперд — Меделін Спенсер, поліційний психолог, мати Шона, колишня дружина Генрі
- Рейчел Лі Кук — Ебігейл Лайтар, шкільне кохання Шона, вихователька в дитячому саду
- Філісія Рашад — Вінні Гастер, мати Гаса
- Ерні Гадсон / Кіт Девід — Білл Гастер, батько Гаса
- Еллі Шіді — Містер Ян, серійна вбивця, одержима Шоном; виявляється, що в неї є напарник — містер Інь.
- Джиммі Сімпсон — доктор Мері Лайтлі III, кримінальний психолог, та Ангел
- Курт Фуллер — Коронер Вуді, патологоанатом, дуже поважає Шона та дозволяє дружині зраджувати себе
- Пітер Веллер — Містер Інь, серійний убивця, партнер Містера Ян (та її батько), викрадач Джульєт О'Хари та Ебігейл Лайтар. Справжнє ім'я — професор Карл Ротменсен
- Кері Елвес — П'єр Десперо, невловний злодій, що промишляє викраденням картин та інших музейних цінностей
- Курт Сміт — співак, учасник групи «Tears for Fears», грає самого себе
- Вільям Шетнер — Френк О'Хара, батько Джулс, талановитий шахрай.
- Джеррі Шиа — Кен Вонг, колишній працівник Шона
- Парміндер Награ — Рейчел, англійка, деякий час — дівчина Гаса
- Джефрі Тембор — Ллойд Френч, вітчим Джулс
- Ленні фон Долен — Шериф Ендрю Джексон

## Фінальне афтер-шоу серіалу
Після фіналу серіалу 26 березня 2014 року телеканал USA Network показав у прямому ефірі афтершоу під назвою «Psych After Pshow» («Психологія після шоу»). Годинний спеціальний випуск вів Кевін Перейра, у ньому брали участь зірки серіалу та творець/виконавчий продюсер Стів Френкс.